# 笹の川酒造
笹の川酒造株式会社（ささのかわしゅぞう）は、福島県郡山市に本社を置く酒類醸造会社。日本酒や焼酎の製造販売がメインだが、東北ではニッカウヰスキーに続きウイスキー製造免許を取得し、地ウイスキーも手がけている。

## 沿革
- 1765年（明和2年） - 創業、酒の醸造販売。
- 1920年（大正9年） - 株式会社山口酒造店設立。
- 1932年（昭和7年） - 山桜酒造合資会社設立。
- 1946年（昭和21年） - ウイスキー製造免許を受ける。
- 1957年（昭和32年） - 山桜酒造合資会社現在地に移転。
- 1966年（昭和41年） - 笹の川酒造株式会社設立。
- 1983年（昭和58年） - ウィスキーモルト貯蔵庫が落成。
- 1983年（昭和58年） - チェリーウィスキーがヒット商品となる。
- 1984年（昭和59年） - 焼酎ブームがおき、焼酎類が好調に伸びる。
- 1998年（平成10年） - 山桜酒造・笹の川酒造の両社合併。笹の川酒造となる。
- 2004年（平成16年） - 東亜酒造より貯蔵されていたウイスキーを預かる。
- 2005年（平成17年） - ベンチャーウイスキーが企画したウイスキーを『イチローズモルト』として発売。
- 2008年（平成20年） - WWAジャパニーズウイスキーアワードでイチローズモルト2製品がアワードを獲得。
- 2016年（平成26年） - 安積蒸溜所が本格稼働。

## 主な商品

### 清酒
- 秘蔵純米 十年古酒
- 笹の川 大吟醸原酒 天龍の如く
- 大吟醸原酒 開成
- 笹の川大吟醸 明和蔵
- 大吟醸無濾過原酒
- 袋吊り大吟醸原酒
- 大吟醸ひやおろし
- 吟醸酒「瑞露」
- 笹の川 大吟醸新酒
- 生大吟醸「開花酒国之春」
- 吟醸「壷中有天」
- 山桜 純米大吟醸（ドレス瓶）
- 笹の川「吟生」
- すべて山田錦
- 純米原酒 麹浪漫
- 特選純米 こも樽 (72L)
- 特選純米 笹の川
- 特選純米「郡山」
- 特別純米 生春酒
- 純米生春酒 初しぼり
- 特別純米酒 山桜
- 特別純米酒 安積開拓物語（郡山地区限定）
- 特別純米酒 夢の香
- DXほろ酔 本醸造
- 安積浪漫（郡山地区限定）
- 本醸造 原酒蔵出し
- 上撰 笹カップ
- 一笑盃

### 焼酎
- 山桜
- かぼちゃ焼酎 ふくしまの黄色いハート
- 大吟醸 粕取焼酎
- 純米吟醸 粕取焼酎
- 蔵元焼酎 吟粒

### リキュール
- 笹の川 梅酒（申年仕込・シェリー樽熟成）

### ウイスキー
戦後間もない1946年にウイスキー製造の免許を取得、ウイスキーづくりが始まった。地ウイスキーブームで全国的な人気を得るが、国内市場の低迷により販売量が減少し原酒蒸留を停止した。その後は残った原酒や海外から輸入した原酒をブレンドした商品の販売を行っていたが、2010年代からのウイスキーブームの再燃を受け、2016年には酒蔵に設備を導入した安積蒸溜所で原酒蒸留を再開することとなった。
- 自社販売製品
- PURE MALT YAMAZAKURA
- ブレンデッドウイスキー山桜　黒ラベル
  - チェリーウィスキーEX
  - チェリーウィスキー

- OEM向け製品
  - 963シリーズ（福島県南酒販企画販売商品）
  - イチローズモルト

## イチローズモルトとの関係
2003年に埼玉県羽生市の酒造メーカー東亜酒造の社長の肥土伊知郎は、経営不振により同社を日の出通商（現日の出ホールディングス）へ営業譲渡することを決定した。日の出通商は同社の羽生蒸溜所のウイスキー製造設備、貯蔵ウイスキー原酒を廃棄処分しようとしていたが、それを惜しんだ肥土伊知郎が笹の川酒造に貯蔵庫を間借りする協力を取り付け、2005年に笹の川酒造から「イチローズモルト」が発売された。（ボトルの裏ラベルの製造者欄が笹の川酒造となっている。）
その一方で、肥土伊知郎は2004年にベンチャーウイスキーを設立し、2007年に自前の秩父蒸留所を完成させて、以降はイチローズモルトはベンチャーウイスキーから販売されている。
2008年2月に開催されたウイスキーマガジン社（スコットランド）のコンクールにおいて、イチローズモルトは国内6部門の中の2部門で日本一の栄冠に輝いた。